# Vladimir Jelčić

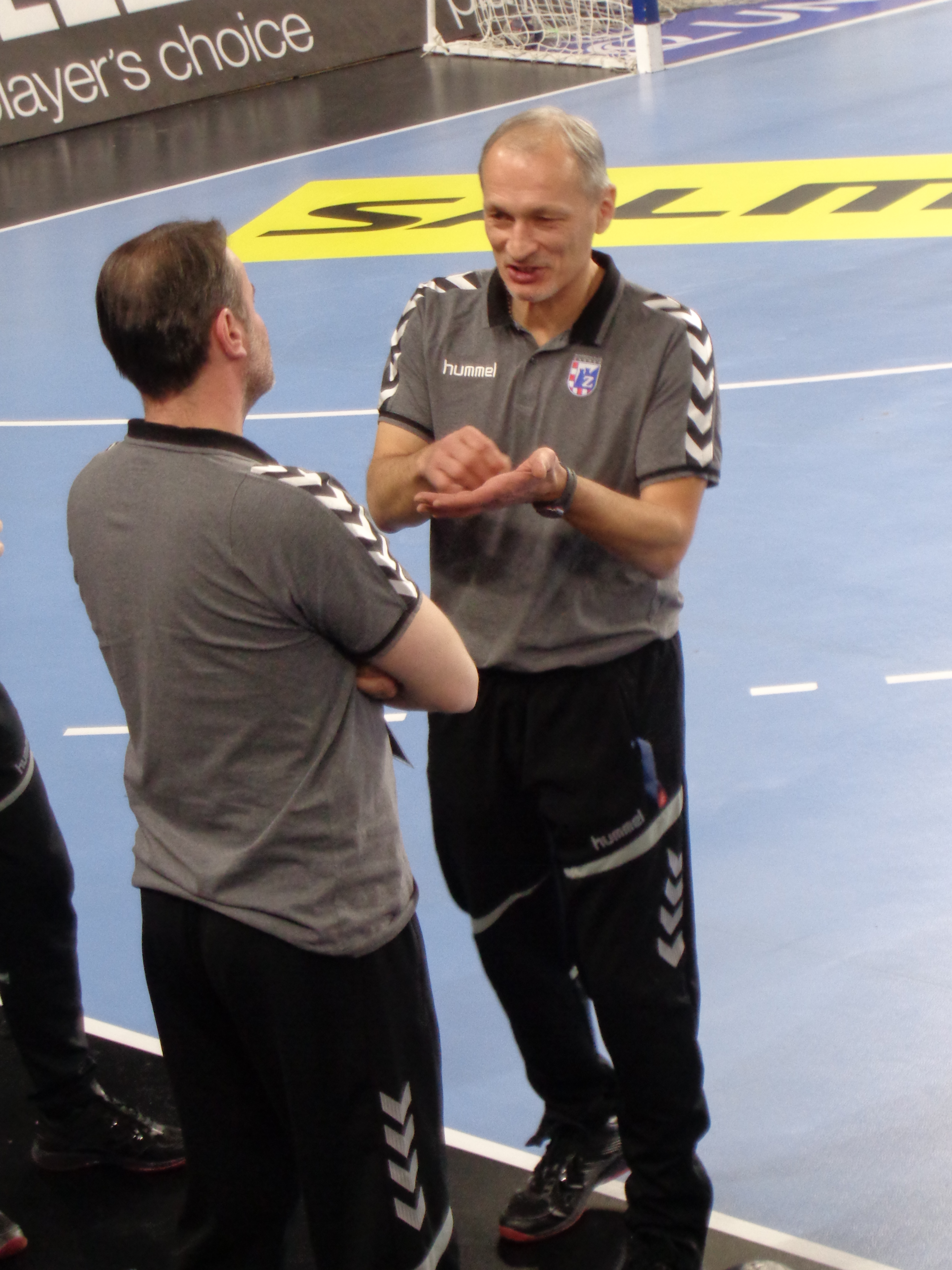
Vladimir Jelčić (2016.)

Vladimir Jelčić (Čapljina, 10 oktober 1968) is een voormalig Kroatisch handballer. Op de Olympische Spelen van 1996 in Atlanta won hij de gouden medaille met Kroatië.
Patrik Čavar · Valner Franković · Slavko Goluža · Bruno Gudelj · Vladimir Jelčić · Božidar Jović · Nenad Kljaić · Venio Losert · Valter Matošević · Zoran Mikulić · Alvaro Načinović · Goran Perkovac · Iztok Puc · Zlatko Saračević · Irfan Smajlagić · Vladimir Šujster